# Kläpptjärnen, Västerbotten
Kläpptjärnen är en sjö i Skellefteå kommun i Västerbotten och ingår i Kågeälvens huvudavrinningsområde.